# 区颖琳
區穎琳（英語：Amber Au，粵語藝名：急急子、青木急急子，1984年1月28日—），香港商業電台叱咤903節目主持及叱咤903助理節目總監。

## 簡歷
「青木急急子」由占改名。
分別於浸信會呂明才小學、浸信會呂明才中學及香港中文大學新聞與傳播學院（2003-2005年）畢業。2005-2006年，於澳洲南澳洲大學參加海外交換生計劃。
她喜歡攝影，亦參加Love Union。2008年曾獲森美邀請參與架勢堂活動《森之漫遊II》往杜拜旅遊節目。之後於叱咤903參與幕後工作，亦曾任好回家PA。2008年11月3日加入萬世巨星，接替朱薰位置。2009年舉行第26屆飢饉三十中擔任「饑饉PA」，並於同年2月4日出發至尼泊爾探訪。

## 現主持節目
- 集雜志（逢星期一至五晚6點至7點）
- Urban Touch（逢星期日上午10點至12點）

## 曾主持節目
- 萬世巨星（2008年11月3日 至 2009年2月17日）
- 叱咤叱叱咤（逢星期一至五下午4點至6點）
- 撳錢 特別嘉賓（2011年11月3日）
- 在晴朗的一天出發－早安：同學早！（2011年9月12日 至 2013年5月10日，逢星期一至五上午7點至8點）
- 309咤叱（2018年3月3日至9月22日，逢星期六晚8點至9點）

## 廣播劇
- 《艾粒530劇場 - 攣豬豬2》飾　指甲妹 （2010年3月17號起）
- 《艾粒530劇場 - 銀河道士講鬼故》飾　觀音 （2010年4月5號 - 2010年8月31號）

- 《大野叔叔拆你屋》飾 BiliBala
- 《喪Do男前傳》飾 多士妹
- 《龍！虎！爆！》飾 雷棍門掌門
- 《艾粒530劇場 - 2060》飾 艾蔓紐
- 《艾粒530劇場 - 攣豬豬》飾 Rebecca
- 《艾粒530劇場 - 大連的子民》分飾 「二王爺」權乾、「爛牙國特使」基斯基到震、小朋友、小朋友的媽媽、老婆婆
- 《O囧０之處囧劇場》飾 珍妮珍
- 《忠孝公路》飾 阿凡
- 《前女友》飾 Lylian

## 外部連結
- 急急子｜DJ主持｜商業電台881903.com （页面存档备份，存于）
- Amber 在 my903 的網上日記 （页面存档备份，存于）
- Urban Touch Facebook Fans Page